# Dogonkiria
Dogonkiria est une localité et une commune rurale du Niger, du département de Dogondoutchi, région de Dosso.

## Géographie
Dogonkiria est située à 72 km au nord-est du chef-lieu départemental Dogondoutchi.  
| Sanam         | Bagaroua    | Bagaroua |
| Soucoucoutane | Dogonkiria  | Alléla   |
| Matankari     | Dan-Kassari |          |

## Histoire
La commune rurale de Dogonkiria instaurée en 2002, est issue de la partie nord-est du canton de Dogondoutchi. 

## Population 2024
Lors du recensement général de 2012, la population communale est relevée à 65 990 habitants. La localité compte 3 064 habitants en 2012.

## Localités
La commune s'étend sur 43 villages, 129 hameaux, 20 camps et un point d'eau au nord-est du département de Dogondoutchi.

## Services et infrastructures
- Centre de Santé Intégré (CSI) à Dogonkiria, Makourdi[4].
- Collège d'enseignement général (CEG) à Dogonkiria et Karchabou,
- Centre de formation des métiers (CFM) à Dogonkiria.